# Tommy Suoraniemi
Tommy Roger Suoraniemi, född 28 februari 1969 i Tensta i Stockholms kommun, är en svensk tidigare handbollsspelare, som är vänsterhänt och spelade i anfall som högersexa. Han spelade i HK Drott under 1990-talet och vann SM-guld med klubben 1991 och 1994. Han är numera handbollstränare.

## Klubbkarriär
Tommy Suoraniemi började spela handboll i Stockholm men värvades från Tyresö HK till HK Drott i Halmstad 1990.  I Tyresö hade han vunnit NM för juniorer och ungdom 1988. Han debuterade i A-landslaget i Lotto Cup 1988. Där fick han sitt genombrott och blev årets Komet 1991. Han debuterade i A-landslaget redan 1988 när han är 19 år och spelade för Tyresö. Under 1990-talet spelade han i HK Drott och blev svensk mästare med klubben 1991 och 1994. Han spelar under åren 1988 - 1995 60 landskamper för Sverige och deltog i OS 1992 och blev silvermedaljör med svenska landslaget. Han spelade dock bara i en match i OS och gjorde fyra mål. 1994 är han med i EM truppen och vinner Guld.
Efter handbollskarriären blir han först ungdomstränare till 2010 men 2011 blir han assisterande tränare i HK Drott med Ulf Sivertsson som huvudtränare. Han är med och tar HK Drott till SM Guld 2013. Den 28 februari 2014 blir han huvudtränare då Ulf Sivertsson får sparken. Men redan nästa säsong i november 2015 slutade Suoraniemi som tränare efter en bedrövlig inledning på säsongen. Tränarbytet hjälpte inte utan Drott degraderas till Allsvenskan detta spelår. 2016 blir han först tränare för Finlands flicklandslag sedan också för finska damlandslaget.